# Claes Wittmack
Claes Wittmack (Klas Wittmarck), född 1686 i Stockholm, död 18 augusti 1726 i Stockholm, var en svensk grosshandlare och skeppsredare.

## Biografi
Claes Wittmack var son till direktören vid Tjärkompaniet Claës Wittmack och dennes hustru Anna Maria Daurer, som var dotter till apotekaren Georg Christian Daurer.
Claes Wittmacks far var handelsman från Riga som främst handlade med produkter kopplade till sjöfart såsom tjära. Under 1680-talet blev fadern delägare i Stockholms stora skeppsvarv som låg vid Tegelviken på Södermalm, en verksamhet som sonen Claes fortsatte med. Varvet ägde man tillsammans med släkten Grill.
Claes Wittmack ägde även fastigheten på Skeppsbron 6 som fortfarande kallas för Wittmarckska huset och som fadern köpte under 1680-talet. Huset värderades 1735 till 36 000 Daler kopparmynt.

### Familj
Claes Wittmarck var gift tre gånger. Den 7 oktober 1712 gifte han sig med Christina Groen (1689–1714), dotter till faderns kompanjon Werner Groen. De fick en son, Verner Wittmarck som föddes 1713. 1718 gifte han om sig med Petronella Lohe (1696–1719), dotter till redaren och bruksägaren Johan Lohe. Paret fick endast en son som dog ung. Den 18 oktober 1722 gifter han sig en tredje gång med Anna Margareta von Walcker, dotter till ämbetsmannen Elias von Walcker. Paret fick två barn, varav dottern Anna Margareta Wittmack (1723–1746) gifte sig med handelsmannen Niclas Sahlgren i Göteborg.
Wittmacks sisa hustru gifte om sig på 1730-talet med friherren Didrik Henning Meijendorff von Yxkull.